# هيلانة فيكتوريا أميرة شليزفيغ هولشتاين
هيلانة فيكتوريا أميرة شليزفيغ هولشتاين (بالإنجليزية: Princess Helena Victoria of Schleswig-Holstein) (3 مايو 1870 - 13 مارس 1948) كانت حفيدة الملكة فيكتوريا.